# قصر فرونتناك

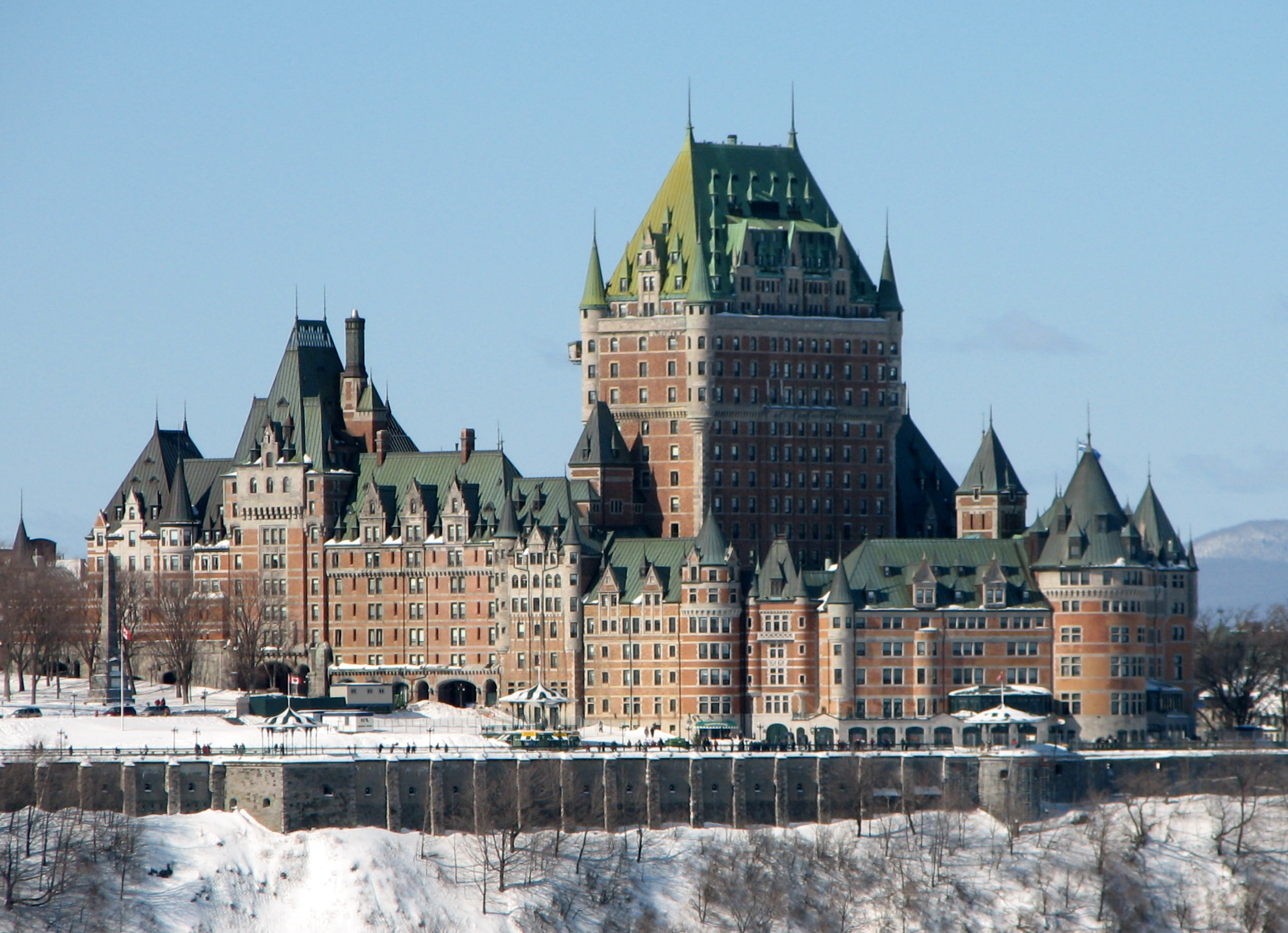
قصر فرونتناك وشرفة دوفرين

قصر فرونتناك (بالفرنسية: Château Frontenac)‏ هو الفندق الشهير الذي يقع في مدينة كيبك في حي كيبك القديمة—الرأس الأبيض—التلة البرلمانية ويطل على نهر سانت لورانت من شرفة دوفرين.

## التاريخ
قصر فرونتناك هو أحد أوائل الفنادق المبنية على شكل قصور لصالح الشركة السككية كاناديان باسيفيك. بني القصر حسب مخططات المهندس الأمريكي بروس برايس في نهاية القرن التسع العشر وبداية القرن العشرين.
و قد تم افتتاحه في 1893. لقد حرصت الشركة السككية على تشجيع السياحة الفارهة ونقل الزوار على متن قطاراتها. قصر فرونتوناس هو شقيق قصر نهر لويز المتواجد على ضفة نهر لويز بألبرتا. المهندس استلهم تصاميمه من قصور فرنسا في عصر النهضة.
قصر فرونتناك سمي تيمنا لويس بواد كونت بفرونتناك أول حاكم لمستعمرة فرنسا الجديدة من 1672 إلى 1682 ومن 1689 إلى 1698. تم بناء القصر ليس ببعيد عن الموقع التاريخي للمقر الثاني لحاكم كندا مكان قصر هالديمان وبالقرب من شرفة دوفورين اخدا مكان موقع حفريات القصر وكدلك قصر سانت لويس.

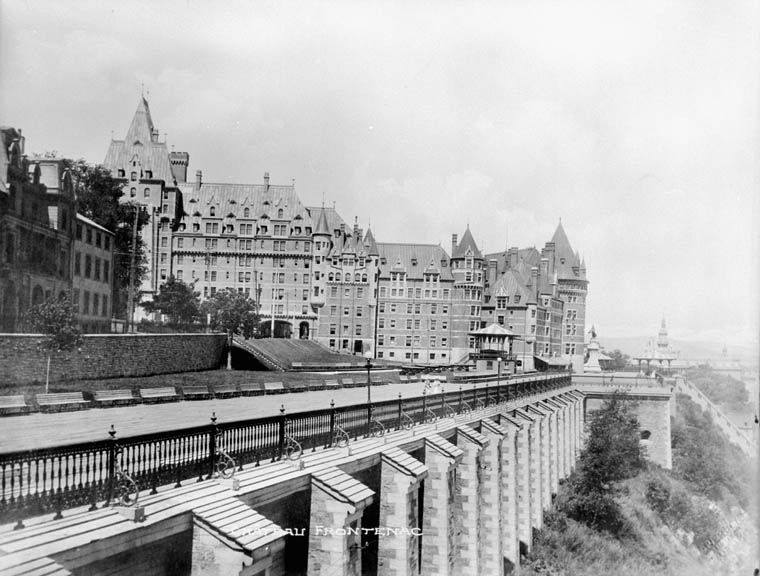
القصر ما بين 1900 و 1925, بدون برجه المركزي

خلال القرن العشرين طرا على القصر عدة تحولات أهمها إضافة برجه المركزي الضخم في 1926 الدي اعطته طابعه الحالي والمهندسون ماكسويل هم الدين قاموا بهدا العمل. موريس دوبليسيس عاش في القصر حين كان وزير الولاية الأول.
مؤتمر كيبك في 1943 الدي ناقش فيه فرانكلين روزفلت وونستون تشيرشل الخطة في الحرب العالمية الثانية عقد في مقر الحاكم لكن جزءا كبيرا من الموظفين والحراس الشخصيين اقاموا في القصر. والآن الفندق هو تخت إدارة السلسلة الفندقية فيرمونت.
الفندق الآن يحمل لقب الفندق الأكثر تصويرا في العالم». و هو أيضا معلم يقرنه الناس بكيبك ومدينة كيبك.

## صور

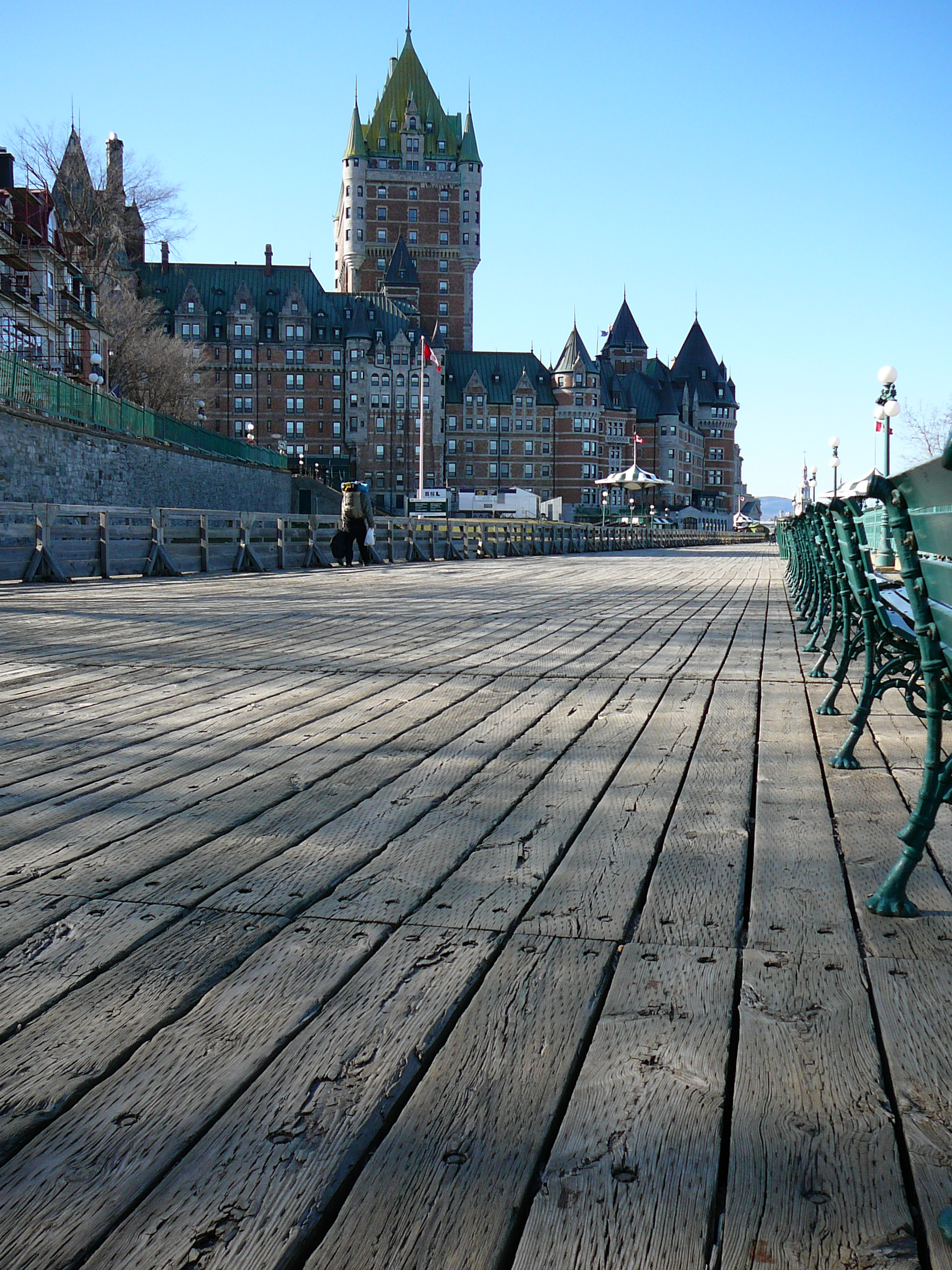
القصر مند شرفة دوفورين.
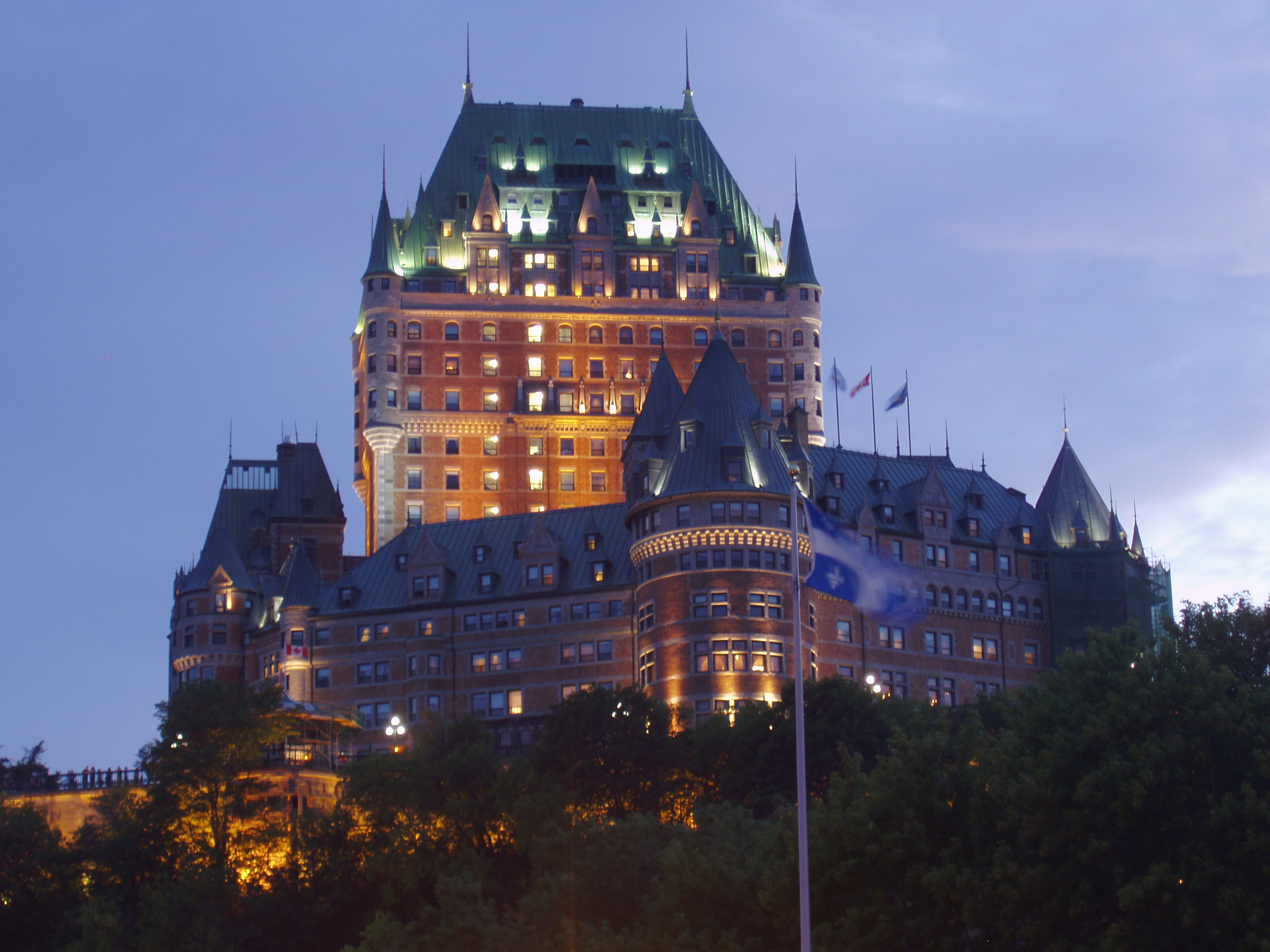
القصر مضاء
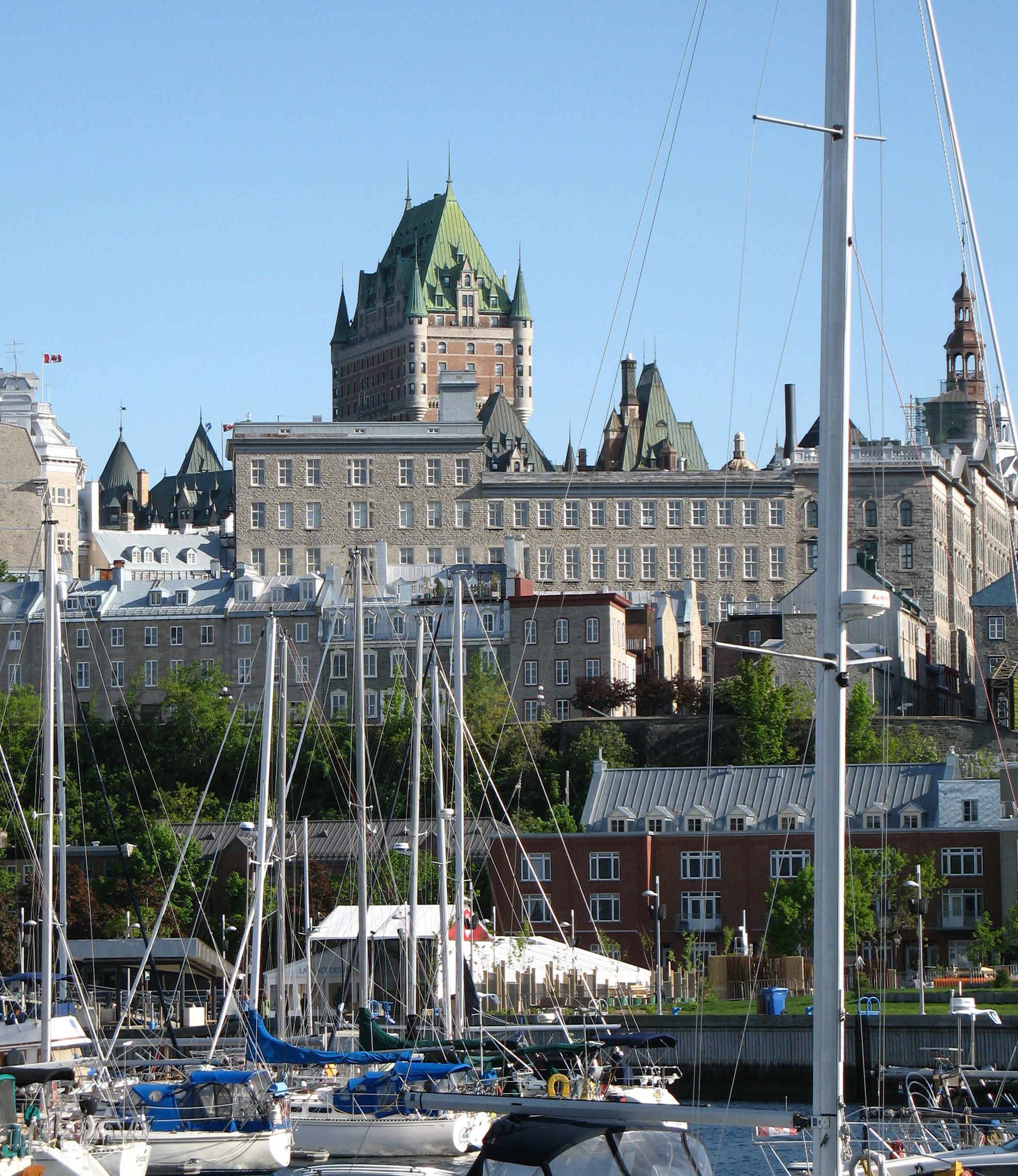
نظرة لحوض لويز
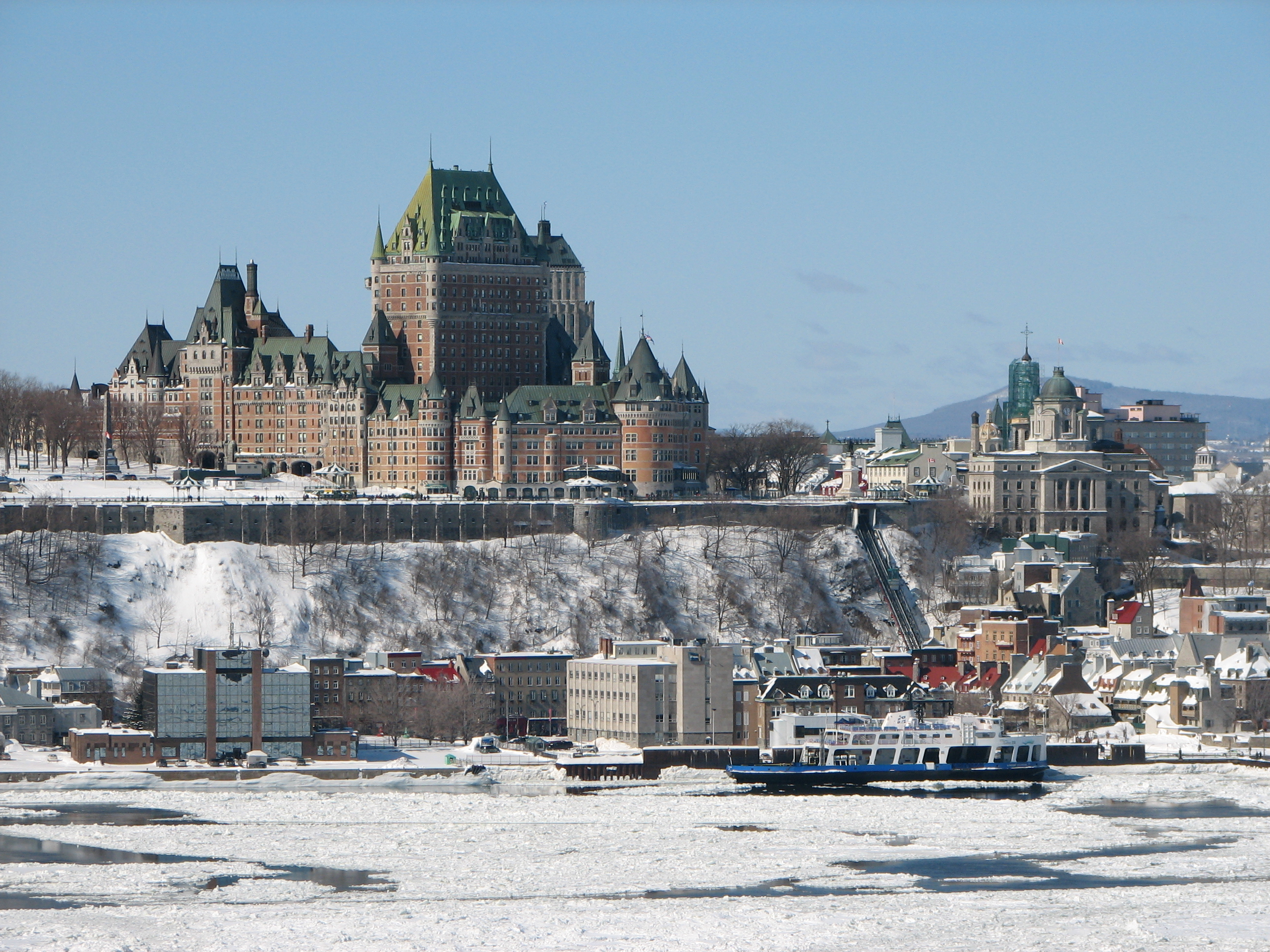
القصر من شرفة ليفيس
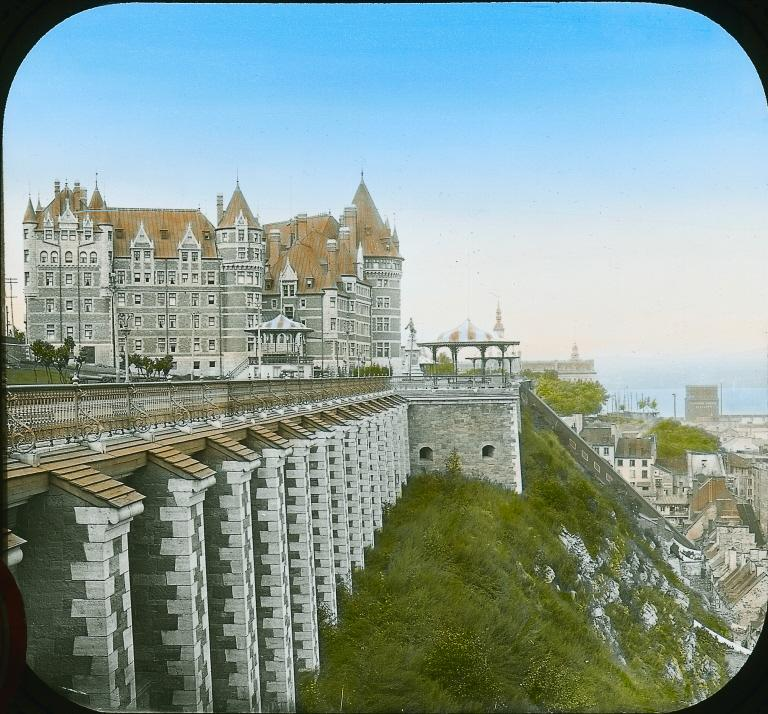
القصر والشرفة في 1895
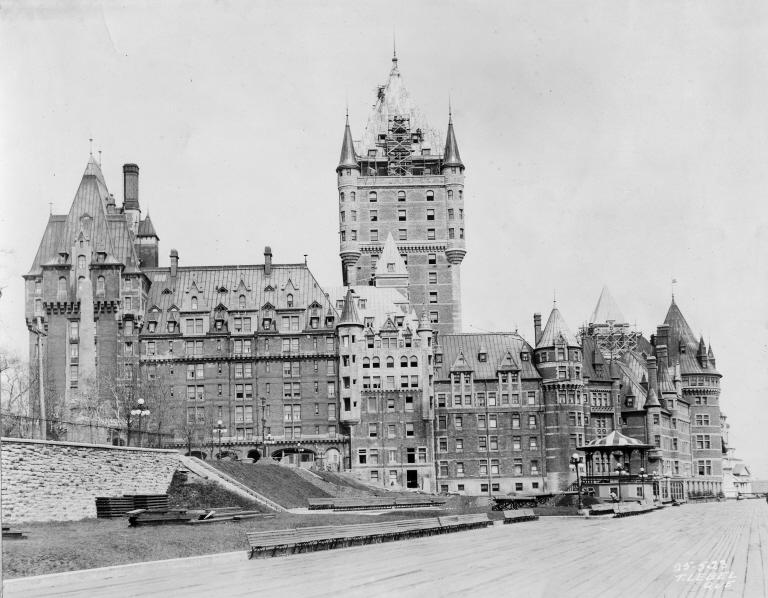
البرج المركزي في طور البناء 1922-1923

### بانوراما
بانوراما °360 من شرفة سان دونيس
بانورما من مدينة ليفيس المطلة على مدينة كيبك

## وصلات خارجية
- الموقع الرسمي
- صورة من القمر الصناعي للفندق